# 凯莉·普雷斯顿
凯莉·普雷斯顿（1962年10月13日—2020年7月12日），已故美国的女演员和模特。她已经出演了六十余部影视作品，最著名的包括《恶作剧》、《双胞胎》、《甜心先生》、《往日柔情》等。她嫁给了约翰·特拉沃尔塔，与他合作过科幻电影《地球战场》。她还出演了电影《帽子里的猫》、《老家伙》和《爱在起点》。

## 早年
凯莉·Kamalelehua·史密斯（Kamalelehua的意思是夏威夷的著名植物桃金娘树的花园）出生於美國的夏威夷州的檀香山。她的母亲琳达（Linda）是一所精神卫生中心的管理员，她的父亲曾就职于一家农业公司，在她3岁之时溺水身亡。她的母亲再嫁Peter Palzis，一个人事主管，他收养了凯莉。凯莉用他的姓氏，开始了她的演艺生涯，直到1984年改姓。她有一个同母异父弟弟，Chris Palzis。她在伊拉克和澳大利亚度过童年。她在阿德莱德就读彭布罗克学校。在夏威夷就读於普纳荷学校，接着在南加州大学学习戏剧和表演。

## 职业生涯
凯莉从16岁开始电影生涯，住在澳大利亚时，16岁的凯莉被一个时尚摄影师发现，帮她拍摄广告和其他工作，1980年策划凯莉在电影《青春珊瑚岛》试镜的埃米琳的角色，凯莉输给了年轻的波姬·小丝。同时，她改姓为普雷斯顿。
在浪漫喜剧青春片《恶作剧》扮演玛丽莲·麦考利，在《庞克的六月》扮演美丽而浅薄黛博拉·安·芬柏。其他引人注目的角色包括《太空险航》（1986），和阿诺德·施瓦辛格、丹尼·德维托合作的《龙兄鼠弟》（1988），在与汤姆·克鲁斯合作的《征服情海》（1996）扮演艾弗里·毕晓普，在与凯文·科斯特纳合作的《往日柔情》（1998）扮演简·奥布里，在与艾迪·墨菲、傑夫·高布倫合作的《摇钱树》（1998）扮演凯特·纽厄尔。
她在2000年电影《地球戰場》扮演她丈夫约翰·特拉沃尔塔的女朋友“Terl”这个角色，因为这个电影她在第21届金酸莓獎获得“最差女配角”。2005年，她在电影《超人高校》扮演主人公的母亲。
2004年，凯莉出演魔力紅的MV《She Will Be Loved》。MV表现了凯莉和魔力紅主唱亚当·莱文之间的三角恋爱和浪漫的场景。2008年，她出演未售出的电视节目《暴力村庄》，客串电视剧《靈媒緝凶》。
2008年，普雷斯顿出演电视电影《第十圈》，由彼得·马寇指导。这部作品在新斯科舍省拍摄，由朗·埃達德、布丽特妮·罗伯森、迈克尔·莱利、杰米·约翰斯顿、基尼·布朗主演。
自2005年以来她作为露得清在印刷物和电视广告的代言人。

## 个人生活
1985年，普雷斯顿嫁给了演员凯文·盖奇。1987年，两人离婚。之后她还与乔治·克鲁尼交往。1990年，她曾与查理·辛订婚，但不久后辛意外射伤了凯莉的手臂，这段关系结束。

### 约翰·特拉沃尔塔
凯莉第一次见到约翰·特拉沃尔塔是在1987年拍摄电影《搅局专家》时。他們于1991年结婚，1991年9月5日，乘坐法航一架协和式飞机前往巴黎协和广场克利翁酒店的婚礼。然而，第二个仪式是必需的，因为首先普雷斯顿和特拉沃尔塔都是山达基信徒，由法国山达基教职者认为这是无效的。9月12日，第二个仪式在佛罗里达州戴通納海灘举行。这对夫妇有二子一女，儿子杰特，1992年4月13日出生，女儿埃拉布勒，2000年4月3日出生。杰特于2009年1月2日在巴哈马度假时死亡。2010年5月宣布第三度懷孕，11月23日，产下第三个孩子本杰明。

### 儿子的疾病和离世
凯莉的儿子杰特·特拉華達婴儿时被诊断为患有川崎氏病和癫痫发作史。2003年，凯莉参加蒙特尔·威廉姆斯提升L·罗恩·贺伯特的净化程式，被认为是为了帮助她的儿子。
2009年1月2日，杰特·特拉華達在巴哈马群岛家庭度假时死亡。他的死是由于癫痫发作。

### 患病去世
好萊塢男星約翰·屈伏塔（John Travolta）和太太演員凱莉·普林斯頓（Kelly Preston）結婚29年，2020年7月13日傳出凱莉因為乳癌過世，享年57歲，尊·特拉華達發文證實此悲訊。

## 影视作品

### 电影
| 年   | 作品                         | 角色                                    | 备注                     |
| ---- | ---------------------------- | --------------------------------------- | ------------------------ |
| 1983 | 《处刑在午夜》               | 多琳（Doreen）                          | 当时的名字是Kelly Palzis |
| 1983 | 《金属风暴 (电影)》          | Dhyana                                  |                          |
| 1983 | 《克里斯汀魅力》             | 罗斯安妮（Roseanne）                    |                          |
| 1985 | 《恶作剧 (电影)》            | 玛丽莲·麦考利（Marilyn McCauley）       |                          |
| 1985 | 《庞克的六月》               | 黛博拉·安妮·芬柏（Deborah Anne Fimple） |                          |
| 1986 | 《太空险航》                 | 蒂什·安布罗斯（Tish Ambrosé）           |                          |
| 1986 | 《52号密杀令》               | 希妮（Cini）                            |                          |
| 1987 | 《爱的赌注 (电影)》          | 萨拉·李（Sara Lee）                     |                          |
| 1987 | 《老虎的故事》               | 雪莉·毕斯（Shirley Butts）              |                          |
| 1987 | 《月亮中的亚马逊女人》       | 维奥莱特（Violet）                      | 环节: "Titan Man"        |
| 1988 | 《蜘蛛陷阱》                 | 米兰达·里德（Miranda Reed）             |                          |
| 1988 | 《龙兄鼠弟》                 | 玛妮·梅森（Marnie Mason）               |                          |
| 1989 | 《搅局专家》                 | 邦妮（Bonnie）                          |                          |
| 1991 | 《逃命》                     | 凯伦·兰德斯（Karen Landers）            |                          |
| 1992 | 《只有你 (1992年电影)》      | 阿曼达·休斯（Amanda Hughes）            |                          |
| 1994 | 《双十字架》（Double Cross） | 薇拉·布兰查德（Vera Blanchard）         | 录像带                   |
| 1994 | 《爱是一把枪》               | 琼·斯塔尔（Jean Starr）                 |                          |
| 1994 | 《薛安勇士》                 | 丽贝卡·卡佛（Rebecca Carver）           |                          |
| 1995 | 《蒙克先生》（Mrs. Munck）   | 年轻的罗丝（Rose）                      |                          |
| 1995 | 《待到梦醒时分》             | 凯思琳（Kathleen）                      | 没有字幕                 |
| 1996 | 《公民露丝》                 | 瑞秋（Rachel）                          |                          |
| 1996 | 《杀出个黎明》               | 新闻播音员凯莉·霍格（Kelly Houge）      |                          |
| 1996 | 《颤慄时刻》                 | 凯莉·霍格（Kelly Hogue）                |                          |
| 1996 | 《征服情海》                 | 艾弗里·毕晓普（Avery Bishop）           |                          |
| 1997 | 《为你疯狂 (1997年电影)》    | 琳达（Linda）                           |                          |
| 1997 | 《再无可失》                 | 安·宾（Ann Beam）                       |                          |
| 1998 | 《摇钱树 (电影)》            | 凯特·纽厄尔（Kate Newell）              |                          |
| 1998 | 《雪人情缘》                 | 盖比·佛洛斯特（Gabby Frost）            |                          |
| 1999 | 《往日柔情》                 | 简·奥布里（Jane Aubrey）                |                          |
| 2000 | 《地球战场》                 | 奇克（Chirk）                           |                          |
| 2001 | 《乌龙绝配》                 | 罗丝（Rose）                            |                          |
| 2003 | 《我要飞上天》               | 雪莉（Sherry）                          |                          |
| 2003 | 《父女大不同》               | 利比·雷诺兹（Libby Reynolds）           |                          |
| 2003 | 《帽子里的猫》               | 琼·沃尔登（Joan Walden，母亲）          |                          |
| 2004 | 《天才家族》                 | 露西·柯林斯（Lucy Collins）             |                          |
| 2004 | 《退给发信人》               | 苏珊·凯南（Susan Kennan）               |                          |
| 2005 | 《超人高校》                 | Josie Stronghold / Jetstream            |                          |
| 2006 | 《爱在起点》                 | 安吉拉·德尔顿（Angela Delton）          |                          |
| 2007 | 《死刑 (2007年电影)》        | 海伦·休姆（Helen Hume）                 |                          |
| 2008 | 《一箭钟情》（Struck）       | 翠丝塔（Trista）                        | 短电影                   |
| 2009 | 《老家伙》                   | 薇姬（Vicki）                           |                          |
| 2010 | 《最後一曲》                 | 金（Kim）                               |                          |
| 2010 | 《政客傑克》                 | 潘·阿布拉莫夫（Pam Abramoff）           |                          |
| 2017 | 《高蒂传》                   | 维多利亚·高蒂                           |                          |

### 电视剧
| 年        | 作品                                    | 角色                                    | 备注                                        |
| --------- | --------------------------------------- | --------------------------------------- | ------------------------------------------- |
| 1980      | 《檀島警騎》                            | 温迪（Wendy）                           | 集名"For Old Times Sake"                    |
| 1982      | 《议会大厦》                            | 吉莉安·麦坎德利斯（Gillian McCandless） | 电视连续剧                                  |
| 1983      | 《孤星》（Lone Star）                   | Redhead                                 | 电视电影                                    |
| 1983      | 《神勇法医官》                          | 琴吉·里维斯（Ginger Reeves）            | 集名"On Dying High"                         |
| 1983      | 《变节者》                              | 丽萨·普里默斯（Lisa Primus）            | 集名"Back to School"                        |
| 1983      | 《巡警高速路》                          | 安娜（Anna）                            | 集名"Things That Go Creep in the Night"     |
| 1983-1984 | 《为爱情和荣誉》（For Love and Honor）  | 玛丽·李（Mary Lee）                     | 普通角色(12集)                              |
| 1984      | 《激流》                                | 雪莉·迈尔斯（Sherry Meyers）            | 集名"The Hardcase"                          |
| 1984      | 《蓝霹雳 (电视剧)》                     | 艾米·布洛克（Amy Braddock）             | 集名"The Long Flight"                       |
| 1990      | 《魔界奇譚》                            | 琳达（Linda）                           | 集名"The Switch"                            |
| 1991      | 《完美新娘》（The Perfect Bride）       | 劳拉（Laura）                           | 电视电影                                    |
| 1993      | 《美国时钟》（The American Clock）      | 戴安娜·马利（Diana Marley）             | 电视电影                                    |
| 1994      | 《薛安勇士》                            | 丽贝卡·卡佛（Rebecca Carver）           | 电视电影                                    |
| 1996      | 《小惊喜》                              | 琴吉（Ginger）                          | 电视短片                                    |
| 2000      | 《逛酒吧》                              | 碧碧（Bebe）                            | 电视电影                                    |
| 2004      | 《喬伊》                                | 唐娜·迪·格雷戈里奥（Donna Di Gregorio） | 集名 "Joey and the Dream Girl: Parts 1 & 2" |
| 2005      | 《胖女演员》                            | 奎因·泰勒·史葛（Quinn Taylor Scott）    | 反复出现的角色 (4集)                        |
| 2008      | 《暴力村庄》（Suburban Shootout）美国版 | 卡米拉·戴蒙德（Camilla Diamond）        | 未售出的电视节目                            |
| 2008      | 《靈媒緝凶》                            | 梅根·多伊尔（Meghan Doyle）             | 反复出现的角色 (4集)                        |
| 2008      | 《第十圈》                              | 劳拉·斯通（Laura Stone）                | 电视电影                                    |
| 2013      | 《收养》（Adopted）                     | 凯瑞（Karey）                           | 电视电影                                    |
| 2013      | 《斯塔福德项目》                        | 塔比瑟（Tabitha）                       | 集名 "White Secret"                         |
| 2016      | 《CSI犯罪現場：網路犯罪》               | 格里尔·拉蒂摩尔（Greer Latimore）       | 反复出现的角色 (3集)                        |

## 奖项
| 年   | 奖项     | 分类         | 作品           | 结果 |
| ---- | -------- | ------------ | -------------- | ---- |
| 2001 | 金酸莓獎 | 最差女配角奖 | 《地球战场》   | 獲獎 |
| 2004 | 金酸莓獎 | 最差女配角奖 | 《帽子里的猫》 | 提名 |
| 2010 | 金酸莓獎 | 最差女配角奖 | 《老家伙》     | 提名 |